# Cuatro etapas de la iluminación
En el budismo, las cuatro etapas del nirvāṇa hacen referencia a grados de acercamiento al nirvāṇa o iluminación que una persona puede obtener en esta vida. Las cuatro etapas en las que puede encontrarse una persona en su camino hacia el nirvāṇa son Sotāpanna, Sakadāgāmī, Anāgāmī y Arhat.

## Escuelas
La enseñanza de las cuatro etapas de la iluminación, es un elemento central en el budismo temprano y en la escuela Theravada